# Sarothromerus niger
Sarothromerus niger är en skalbaggsart som beskrevs av Peter Geoffrey Allsopp 1989. Sarothromerus niger ingår i släktet Sarothromerus och familjen Melolonthidae. Inga underarter finns listade i Catalogue of Life.